# 橫濱兒童科學館

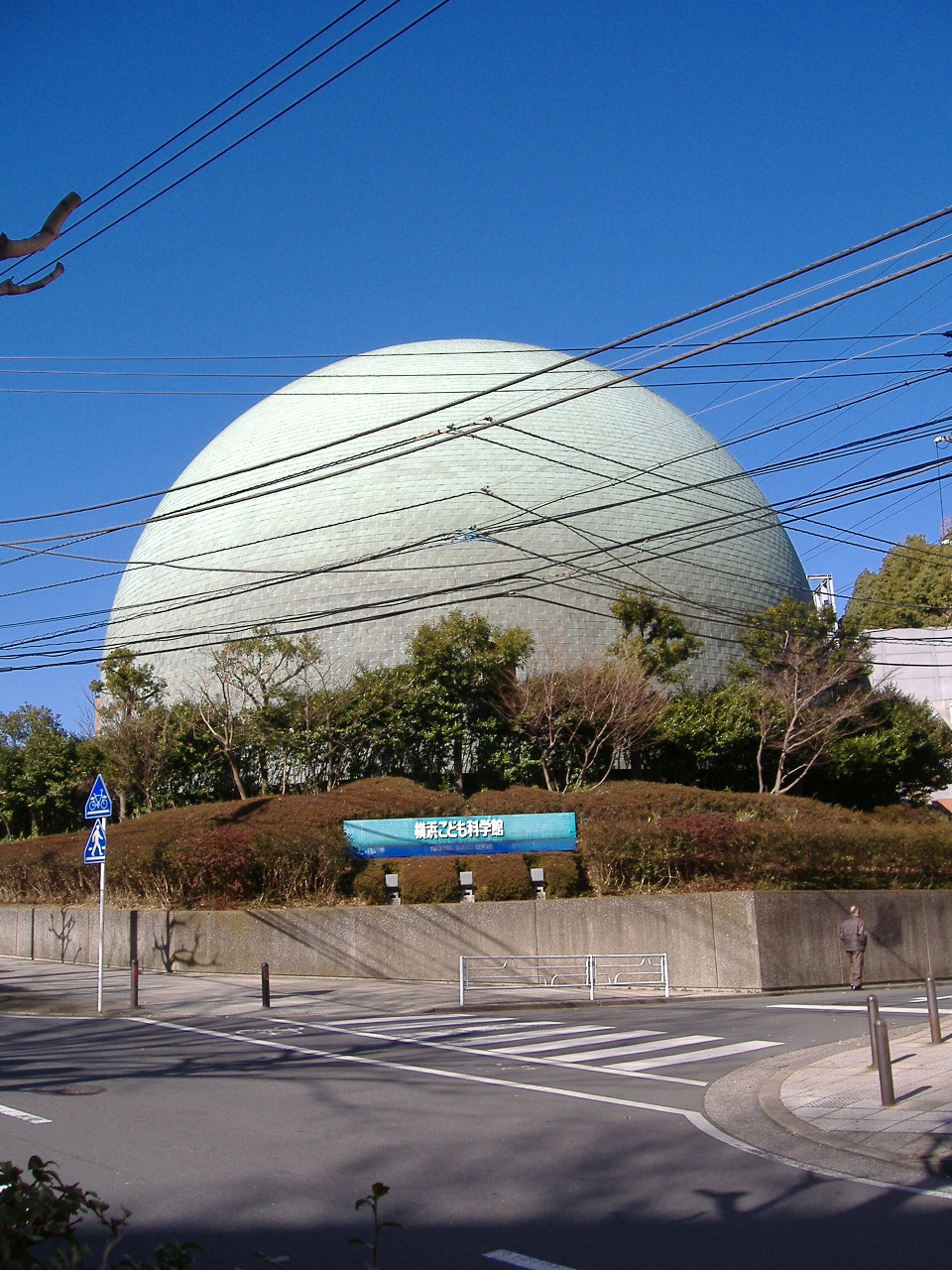

橫濱兒童科學館（日语：：YOKOHAMA SCIENCE CENTER）是位於日本神奈川縣橫濱市磯子區洋光台的一座科學館，館長是的川泰宣。建築外觀為宇宙飛船為設計概念。橫濱銀行自2008年開始取得該設施的冠名權。橫濱兒童科學館開館於1984年5月5日。

## 外部連結
- はまぎん こども宇宙科学館 オフィシャルホームページ